# Фогельбруландет
Фогельбрула́ндет (швед. Fågelbrolandet) — невеликий острів в Балтійському морі, в складі Стокгольмського архіпелагу. Територіально відноситься до комуни Вермде лену Стокгольм, Швеція.
Площа острова 24 км².
Острів розташований на південний схід від Стокгольма, між островами Вермделандет та Юре на півночі й Інгаре на заході. На сході протокою відокремлюється від острова Рунмаре. Автомобільними мостами з'єднаний з островами Вермделандет, Юре та Хеле.
Фогельбруландет вкритий лісами, є багато дрібних озер — найбільше Вомф'єрден. На заході збудовано гольфове поле «Фогельбру».
Острів заселений, на ньому знаходяться декілька сіл.
| Швеція | Це незавершена стаття з географії Швеції. Ви можете допомогти проєкту, виправивши або дописавши її. |